# Elements clàssics

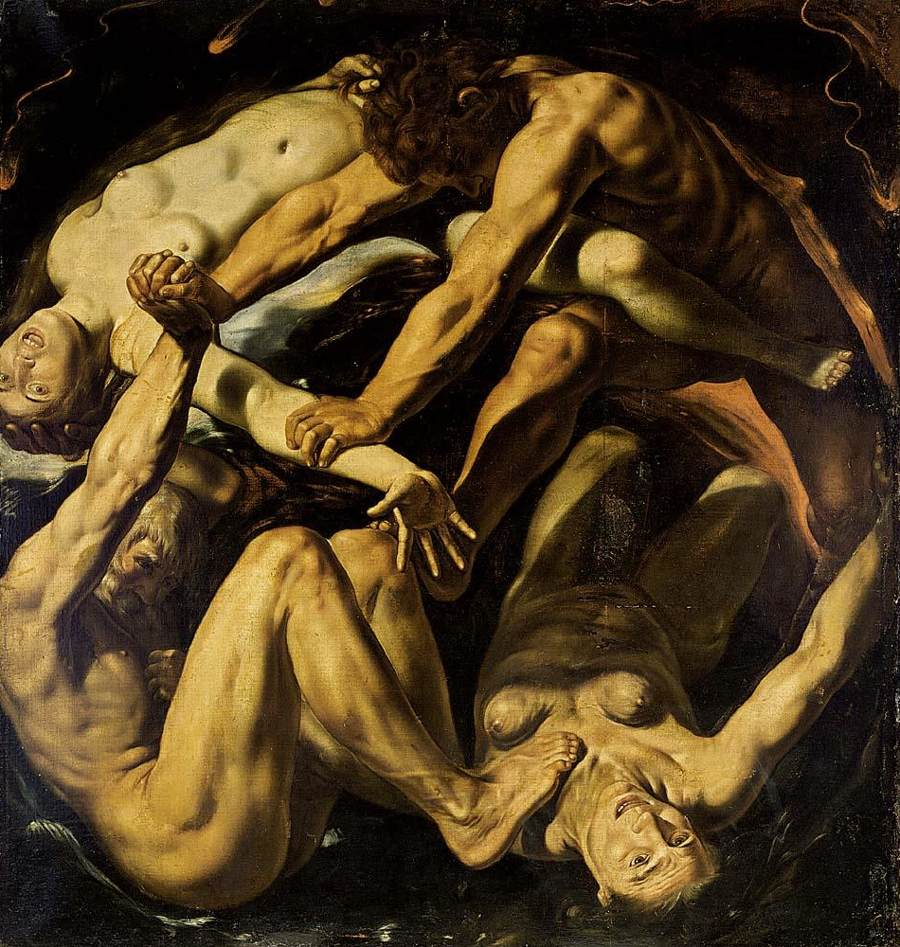
L'al·legoria dels quatre elements, de Louis Finson (1611)

Els quatre elements clàssics són l'aigua, la terra, el foc i l'aire. En l'antiguitat clàssica representaven les quatre formes conegudes de la matèria i eren utilitzats per tal d'explicar diferents comportaments de la natura.
En la cultura occidental l'origen de la teoria dels quatre elements es troba en els filòsofs presocràtics de la Grècia clàssica, i des d'aleshores ha estat objecte de nombroses obres d'expressió artística i filosòfica, perdurant a través de l'Edat Mitjana i el Renaixement i influint profundament el pensament i la cultura europeus. Paral·lelament l'hinduisme i el budisme han desenvolupat concepcions molt semblants.
En la majoria d'aquestes escoles de pensament se sol afegir un cinquè element als quatre elements tradicionals, que s'anomena alternativament com Idea, Buit, Èter o quintaessència (literalment "la cinquena essència").

## Els elements clàssics a la cultura occidental
En l'antiguitat, la voluntat de trobar l'element original (arkhé/άρχή) de què era fet el cosmos va fer que quatre filòsofs presocràtics proposessin per separat l'aigua (Tales de Milet, 635 aC), l'aire (Anaxímenes, vers 585 aC), la terra (Xenòfanes, vers 570 aC) i el foc (Heràclit, 544 aC)
Segons Plató, el filòsof jònic Empèdocles (vers 450 aC) va ser el primer a teoritzar que de fet l'univers era compost per aquests quatre elements. El terme que utilitzava Empèdocles eren les quatre "arrels", i aparentment Plató hauria estat el primer a utilitzar el terme "element" (stoicheion) per referir-se a la terra (Γαια, gaia), l'aigua (ύδωρ, hydor), l'aire (άήρ, aer) i el foc (έιλή, heile).
Plató va concebre un sistema en què la matèria es dividia en àtoms amb la forma dels sòlids geomètrics regulars (que en honor seu reben el nom de sòlids platònics) que havien descobert els Pitagòrics. D'aquesta manera, els àtoms de foc tindrien forma de tetràedre, l'aire d'octàedre, l'aigua d'icosàedre, i la terra de cub. Com que els Pitagòrics havien identificat cinc sòlids geomètrics regulars, Plató va suposar l'existència d'un cinquè element amb la forma de dodecàedre.
El mateix Plató va proposar la idea (ίδέα, idea) o "allò diví" (ίερόν, hieron) com el cinquè element. Aprofundint en aquesta línia Aristòtil va posar el nom d'èter (αἰθήρ, aither) a la quinta essència, tot raonant que així com els quatre elements eren terrenals i corruptibles, i a la vista que les regions celestials eren immutables, els estels no podien esser fets de cap dels quatre elements sinó d'una substància més elevada.
Segons la concepció aristotèlica, els quatre elements tenien qualitats contraposades:
- L'aire és primàriament humit i secundàriament calent.
- El foc és primàriament calent i secundàriament sec.
- La terra és primàriament seca i secundàriament freda.
- L'aigua és primàriament freda i secundàriament humida.

Segons Galè (s. II) els quatre elements ja eren usats per Hipòcrates (s. IV aC) per descriure el cos humà en relació amb els quatre humors: bilis groga (foc), bilis negra (terra), sang (aire) i flegma (aigua).
El concepte dels elements clàssics va continuar vigent a Europa durant l'Edat Mitjana, degut a la prominència de la visió cosmològica aristotèlica i a l'aprovació de l'Església Catòlica del concepte de l'èter que donava suport a la concepció de la vida terrenal com un estat imperfecte i el paradís com quelcom etern.
L'ús dels quatre elements en la ciència es va abandonar als segles xvi i xvii, en què els nous descobriments sobre els estats de la matèria van superar la concepció clàssica.

### Ús en l'alquímia, l'astrologia i l'ocultisme
Els elements clàssics han estat un dels objectes d'estudi principals de la tradició alquímica, que aprofundí en les propietats de foc (), terra (), aire (), i aigua ().
En l'astrologia occidental el concepte dels quatre elements clàssics perdura, dividint els dotze signes del zodíac entre els quatre elements: àries, lleó i sagitari són signes de foc; taure, verge i capricorn s'identifiquen amb la terra; bessons, balança i aquari tenen les característiques de l'aire; i càncer, escorpí i peixos corresponen a l'aigua. La majoria dels astròlegs moderns encara consideren els quatre elements com un fet essencial en l'anàlisi de la carta astral.
Determinats ocultistes han defensat la vigència de la teoria clàssica associant els quatre elements amb els estats de la matèria: sòlid/terra, líquid/aigua, gas/aire i plasma/foc.
En les cartes del tarot, i la baralla de cartes que se'n deriva els quatre pals corresponen als quatre elements: oros/terra, copes/aigua, espases/aire i bastos/foc.

### Correspondència amb la ciència moderna
La ciència moderna ha demostrat que la matèria està formada per molts més elements que els quatre proposats pels clàssics. En aquest sentit la taula periòdica dels elements seria la successora del model clàssic, que a més a més confonia l'essència amb els estats de la matèria i amb fenòmens com ara la combustió.
Dels elements clàssics, l'aigua està composta per molècules H₂O, i l'aire està format per combinacions de molècules on predominen el N₂ i l'O₂. Per tant, es poden dividir en diferents elements. La terra està formada de centenars d'elements diferents, i el fenomen del foc s'entén com l'efecte d'energia electromagnètica.

## A l'Orient

### Els cinc elements a l'hinduisme
Els pancha maja-bhuta (cinc grans-elements), de l'hinduisme i budisme primerenc són:
1. pritiví o bhumi (terra).
2. ap o yala (aigua).
3. agni (foc).
4. vaiu o pàvana (aire o vent).
5. akaixà (èter).

### Els quatre elements al budisme primerenc
A la literatura pali, els maja bhuta ('grans elements') o chatu dhatu ('quatre elements') són:
- aigua
- terra
- foc
- aire

En el budisme d'hora, els quatre elements són les bases de l'entesa del patiment i per alliberar-se'n un mateix.

### Els cinc elements de l'antiga Xina

El cercle dels elements.

En el taoisme hi ha un sistema similar al dels grecs, que inclou metall i fusta, però exclou a l'aire.
Els cinc planetas majors estan associats amb el nom dels elements:
- Venus és metall
- Júpiter és fusta
- Mercuri és aigua
- Mart és foc
- Saturn és terra.

La Lluna representa el yin i el Sol representa el yang.
El yin, el yang i els cinc elements figuren al mètode najia d'interpretació I Ching, el més antic dels textos xinesos, que descriu la cosmologia i filosofia xinesa.

### Els cinc elements al Japó
Les tradicions japoneses usen un grup d'elements anomenats el 五大 (godai, literalment 'els cinc grans').
Aquests cinc són:
- terra
- aigua
- foc
- aire
- buit

Aquests procedien de les creences budistes.
Els elements clàssics xinesos també són importants a la cultura japonesa.

## Història moderna

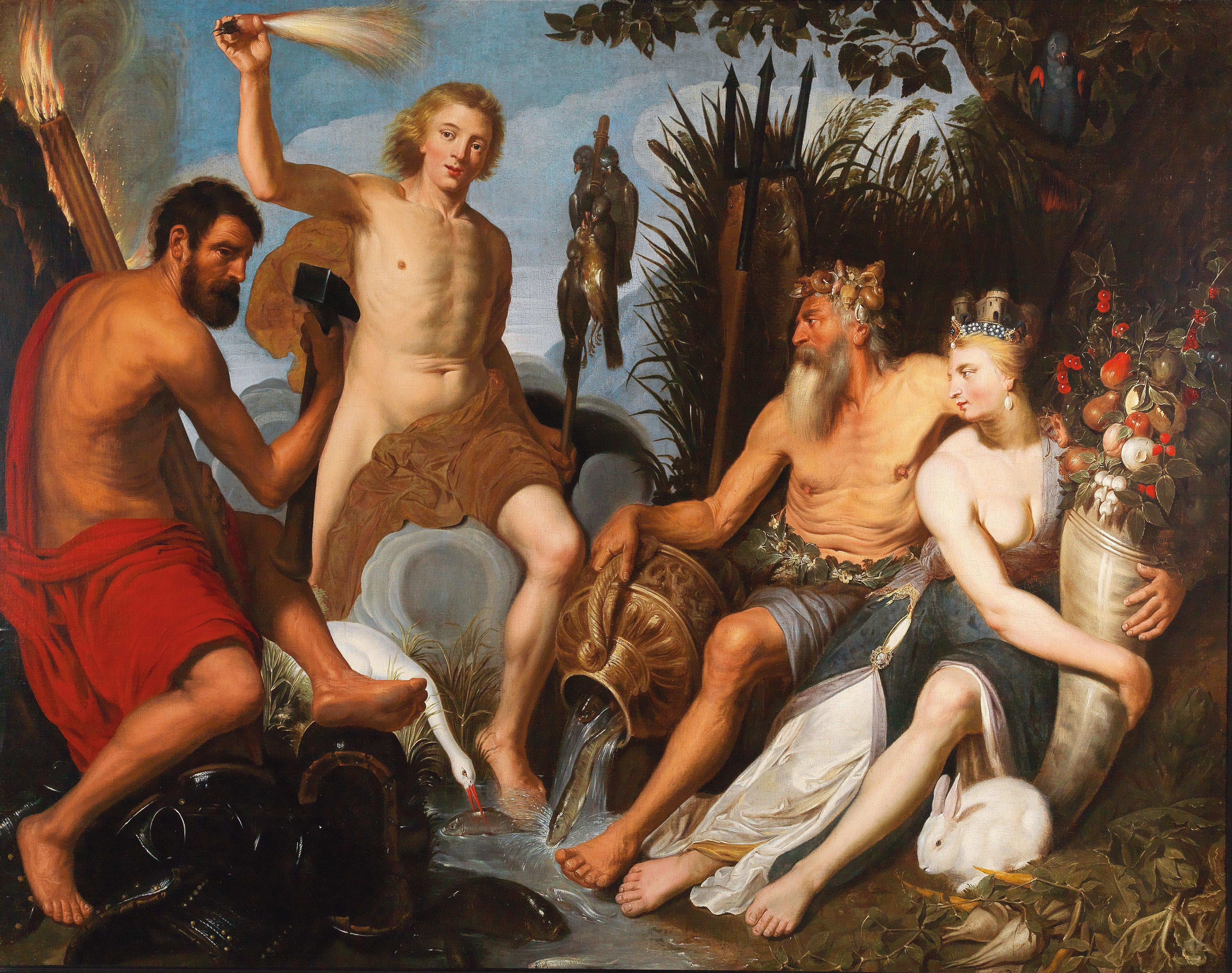
Artus Wolffordt, Els Quatre Elements, abans de 1641

### Element químic
La tradició aristotèlica i l'alquímia medieval finalment van donar origen a la química moderna, teories científiques i noves taxonomies. En l'època d'Antoine Lavoisier, per exemple, una llista d'elements ja no es referiria als elements clàssics. Alguns científics moderns veuen un paral·lel entre els elements clàssics i els quatre estats de la matèria: sòlid, líquid, gas i el plasma feblement ionitzat.
La ciència moderna reconeix classes de partícules elementals que no tenen subestructura (o més aviat, partícules que no estan fetes d'altres partícules) i partícules compostes que tenen subestructura (partícules fetes d'altres partícules).

### Astrologia occidental
L'astrologia occidental utilitza els quatre elements clàssics en relació amb les cartes astrològiques i els horòscops. Els dotze signes astrològics del zodíac es divideixen en els quatre elements: signes de foc són Àries, Lleó i Sagitari, signes de terra són Taure, Verge i Capricorn, els signes d'aire són Bessons, Balança i Aquari, i els signes d'aigua són Càncer, Escorpí i Peixos.

### Crítica
L'historiador holandès de la ciència Eduard Jan Dijksterhuis escriu que la teoria dels elements clàssics "havia d'exercir una influència realment perjudicial. Com ara és clar, Aristòtil, en adoptar aquesta teoria com a base de la seva interpretació de la naturalesa i en mai perdre la fe en ella, va prendre un rumb que prometia poques oportunitats i molts perills per a la ciència". Bertrand Russell diu que el pensament d'Aristòtil es va imbuir d'una autoritat gairebé bíblica als segles posteriors. Tant és així que "Des de principis del segle xvii, gairebé tot avenç intel·lectual seriós ha hagut de començar amb un atac a alguna doctrina aristotèlica".

## A la pintura
Les al·legories eren un motiu del gust del Manierisme italià i flamenc de finals del segle xvi.

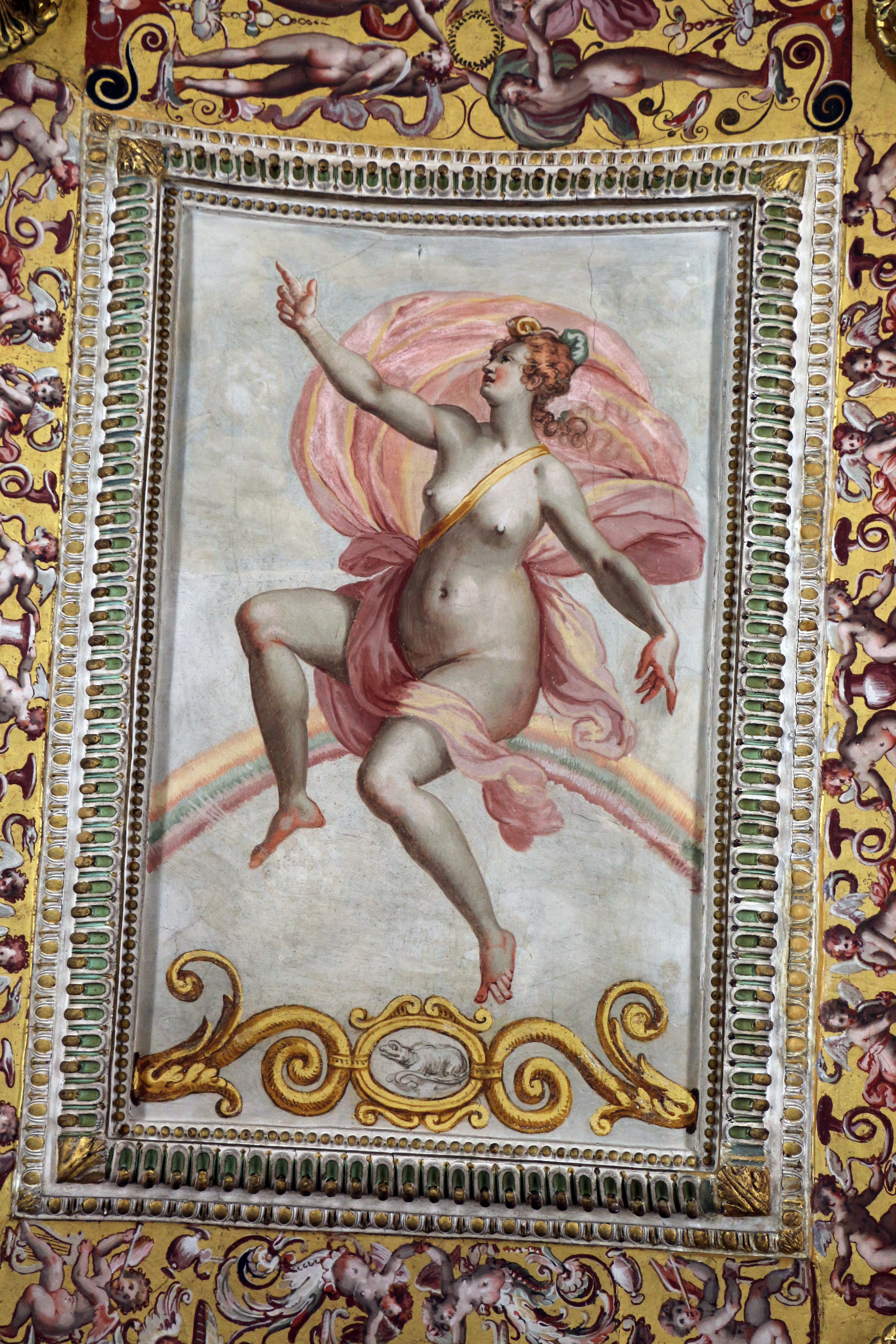
Al·legoria dels elements - Aire, de Jacopo Zucchi i Francesco Morandini "il Poppi" (fresc, ca. 1570-1573).
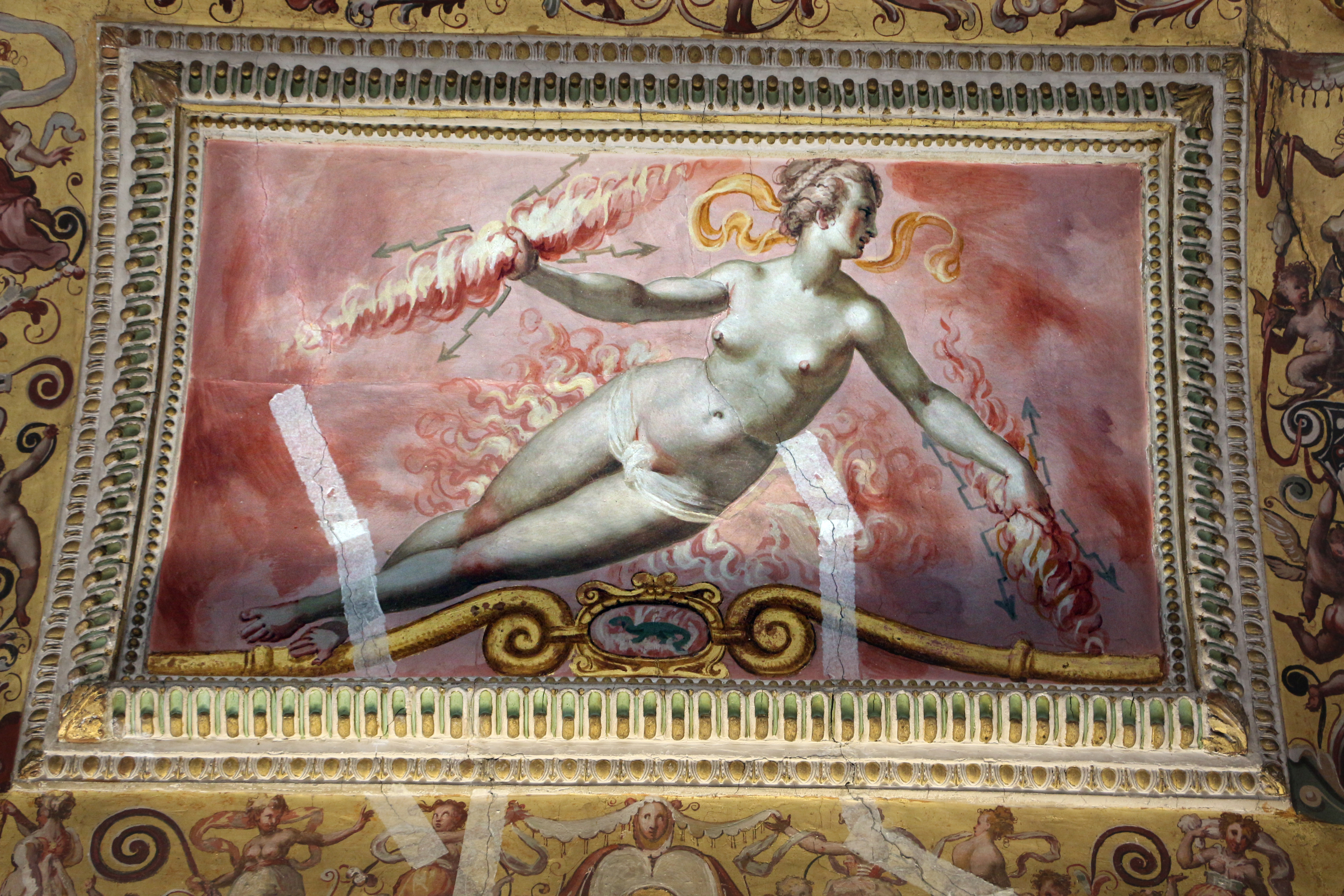
Ídem, Foc.
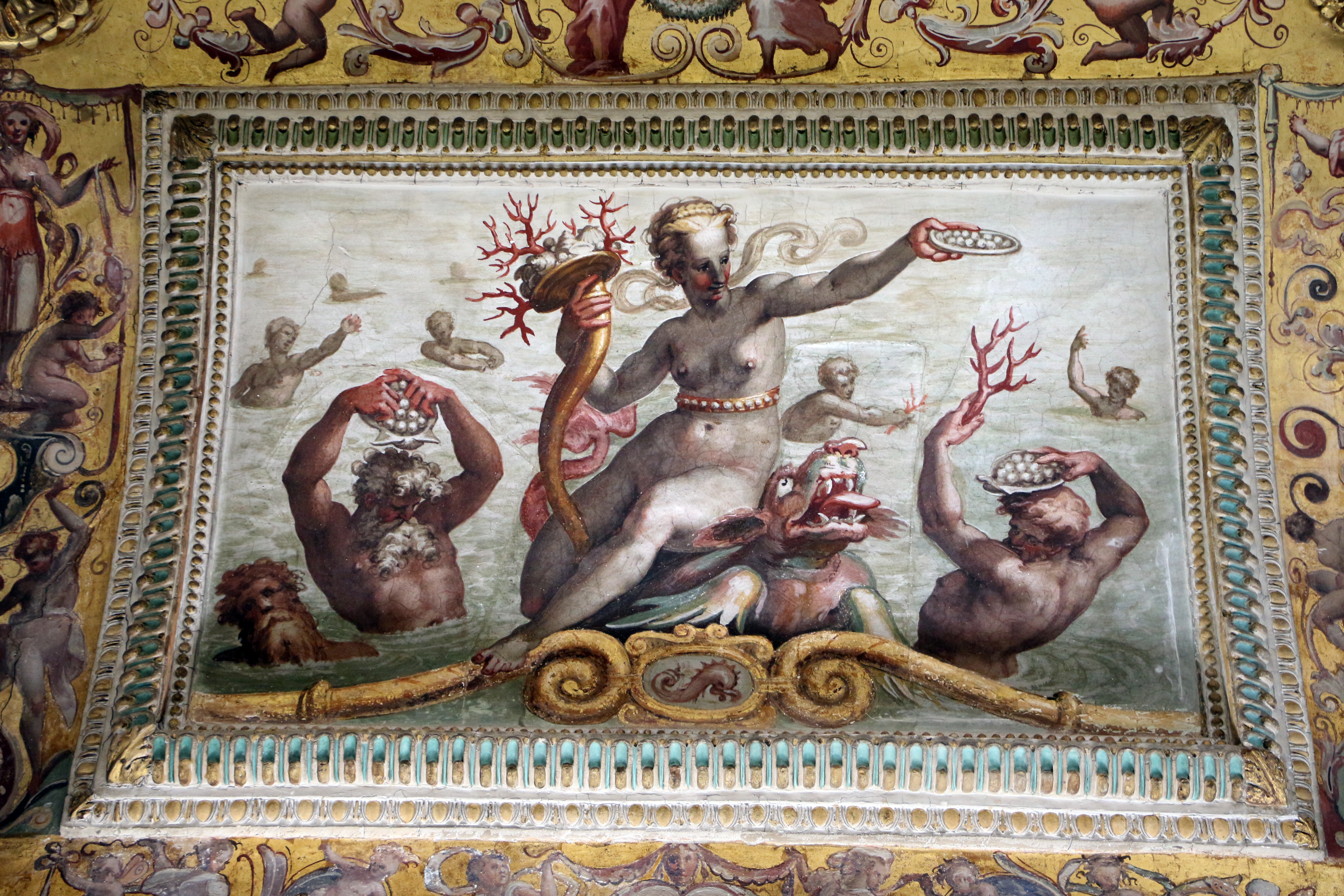
Ídem, Aigua.
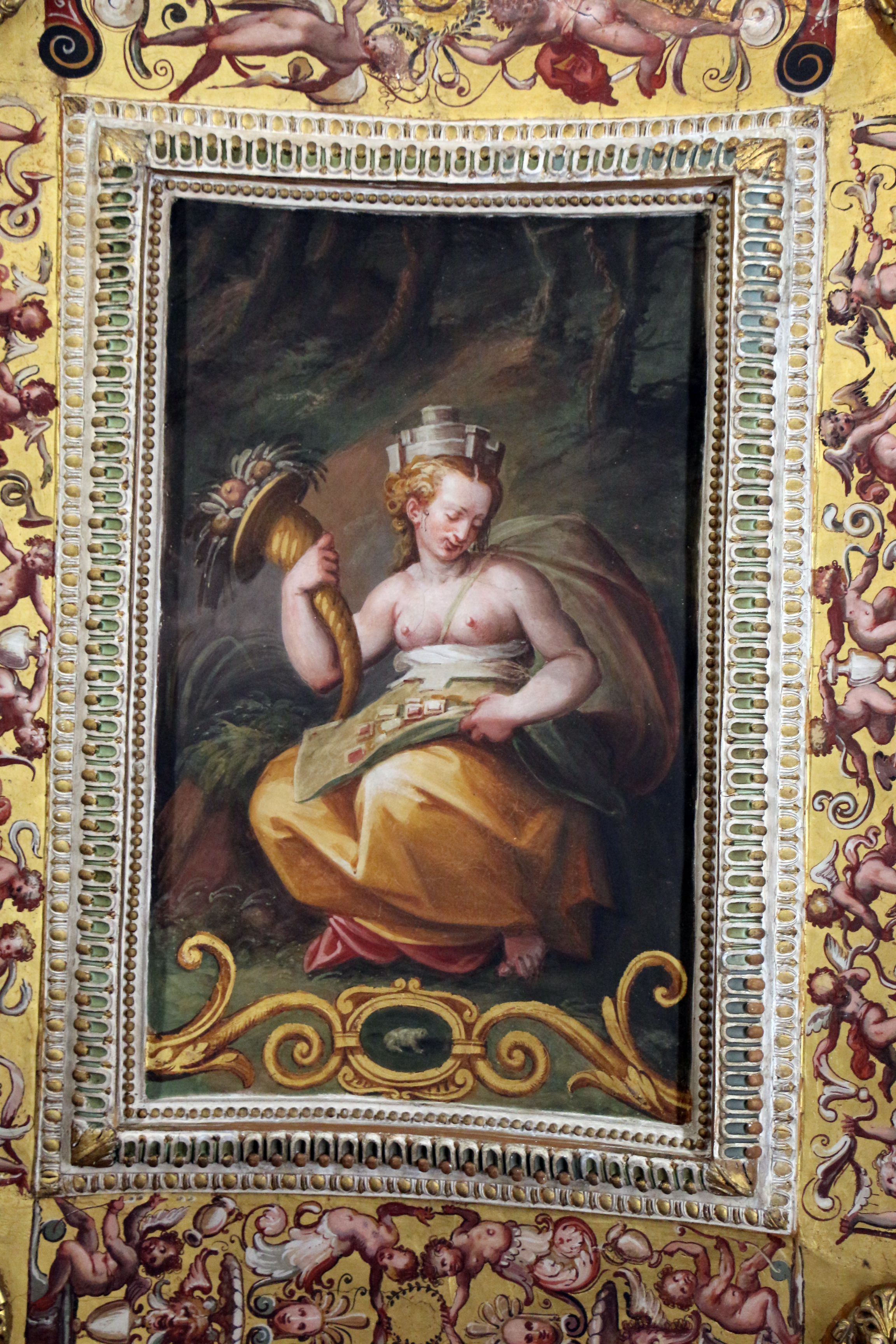
Ídem, Terra.
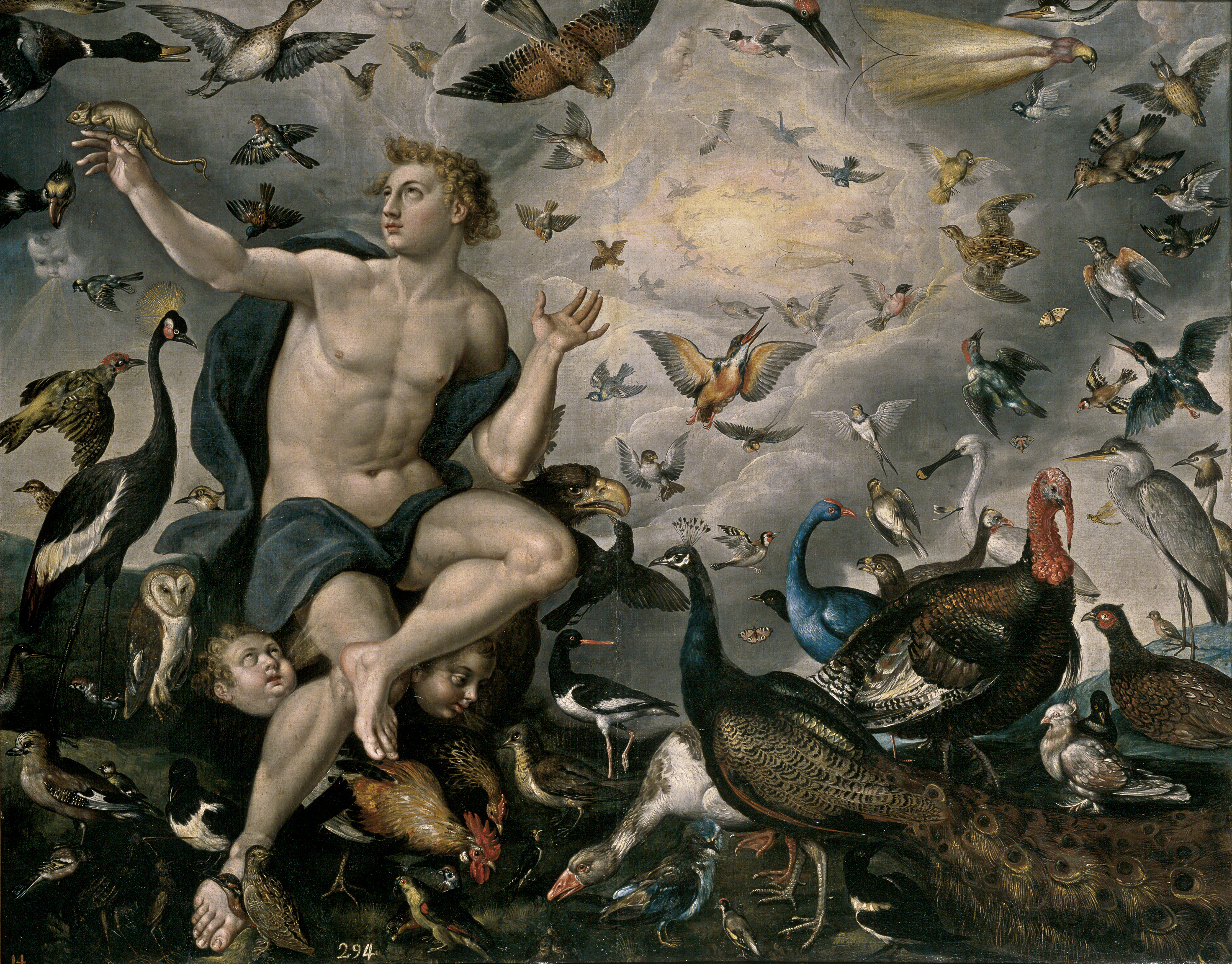
Aire, de Marten de Vos (sense datar, finals del XVI).
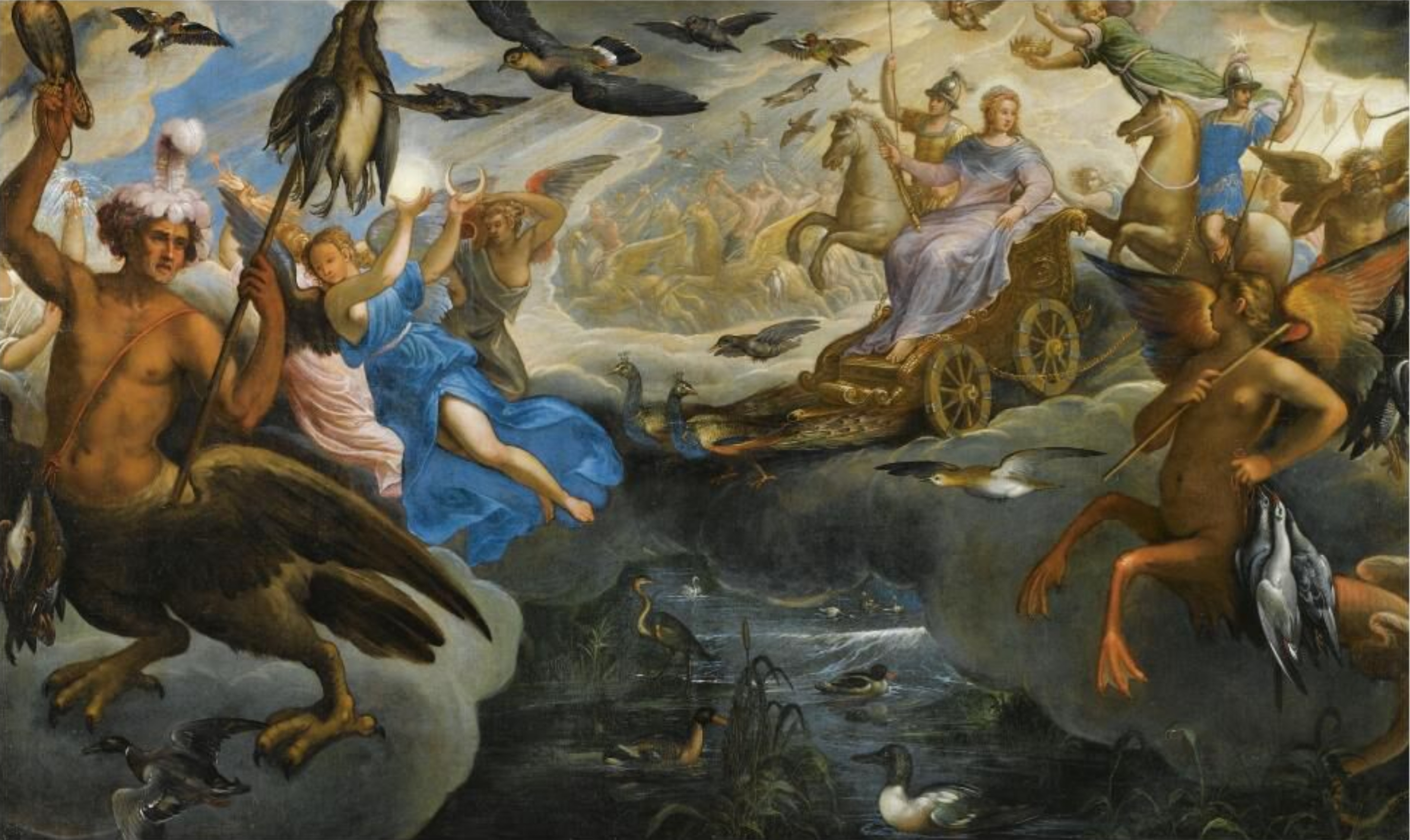
Al·legoria de l'aire, de Pawels Frank, anomenat Paolo Fiammingo (1580-1596).

A la pintura barroca flamenca la representació de "Els quatre elements" era un tema pictòric habitual al segle xvii (Jan Brueghel el Jove i d'altres). En aquesta època, les al·legories de terra, foc, aigua i aire eren motius propicis per esplaiar-se en paisatges i cel·latges.

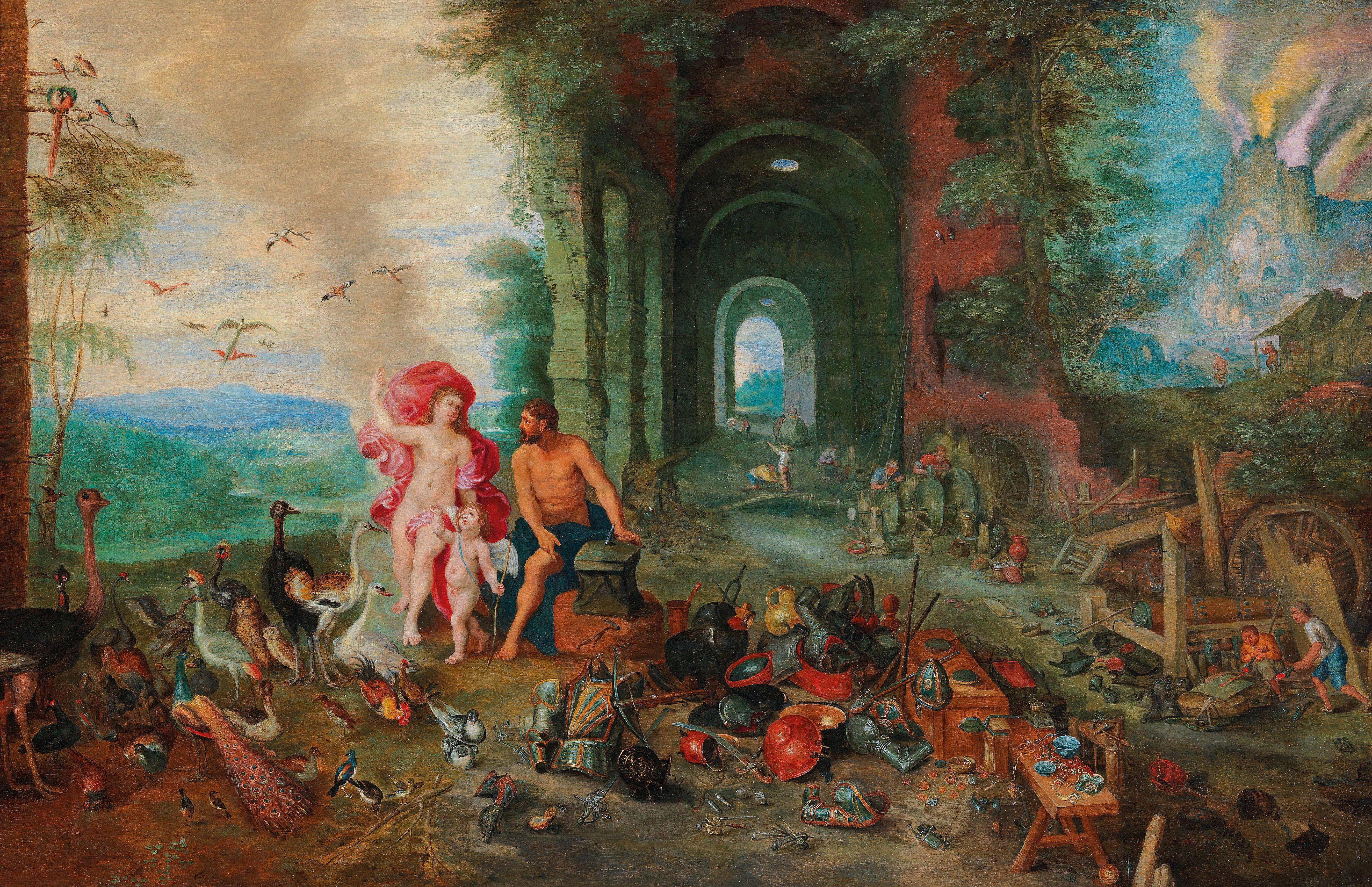
Al·legoria de l'aire i el foc, de Jan Brueghel el Jove (sense datar).
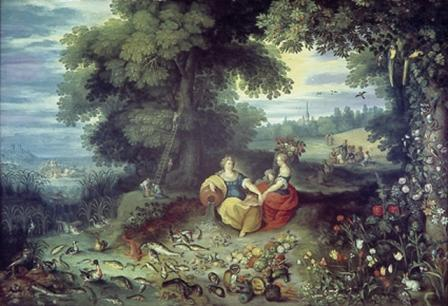
Al·legoria de la terra i l'aigua, de Jan Brueghel el Jove (ca. 1600).
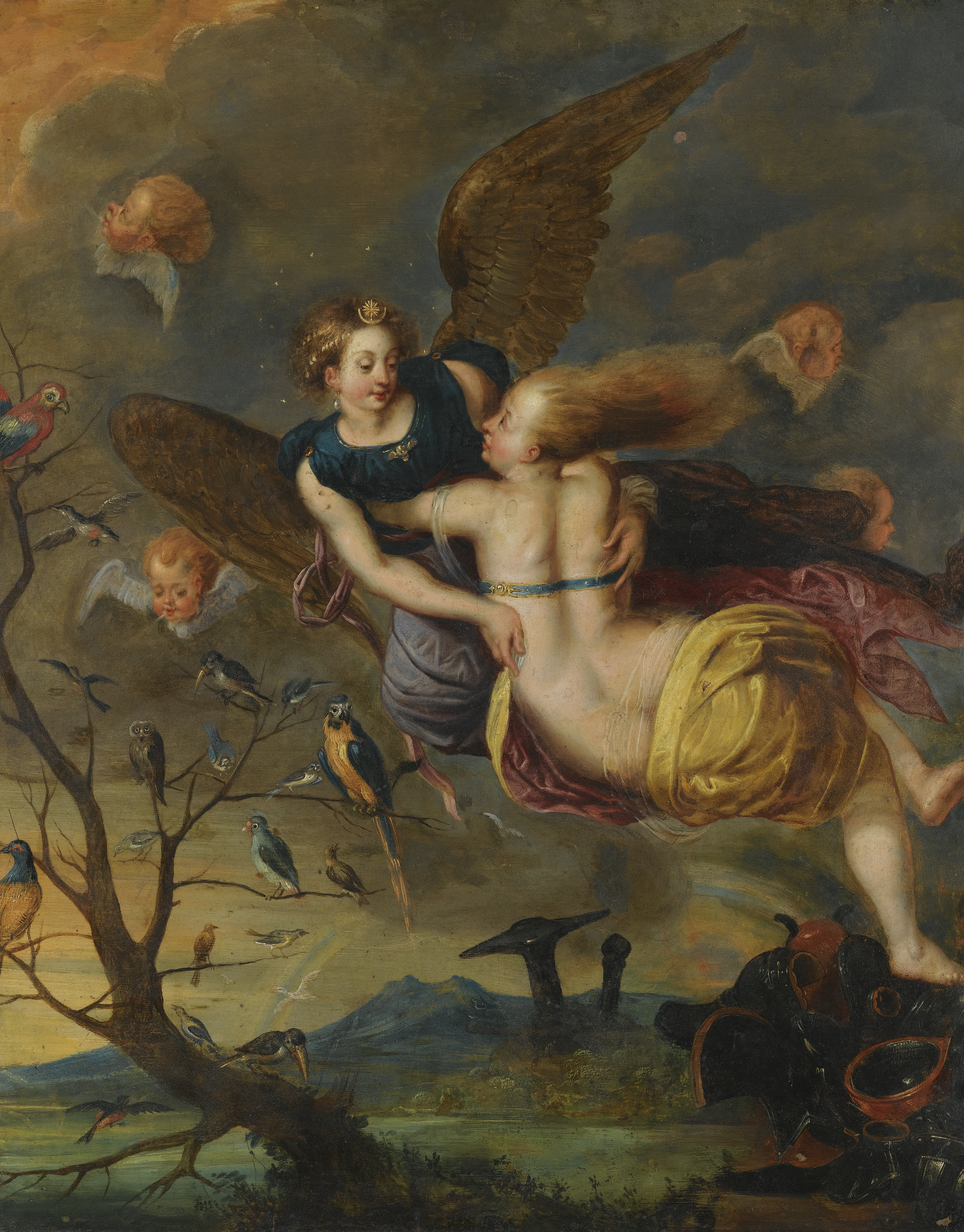
Seguidor de Jan Brueghel el Jove (sense datar).
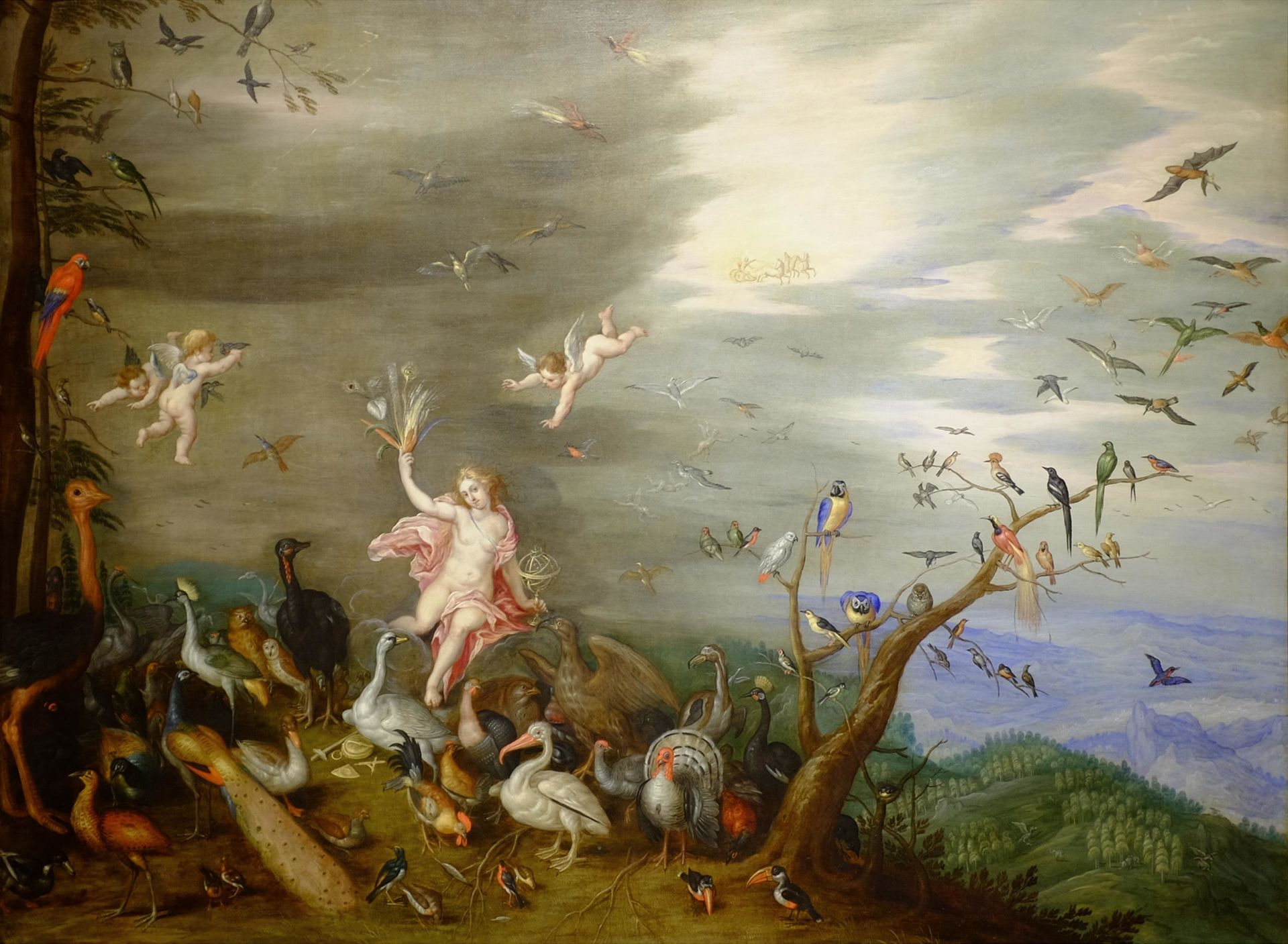
Aire de Jan van Kessel el Vell, 1647.
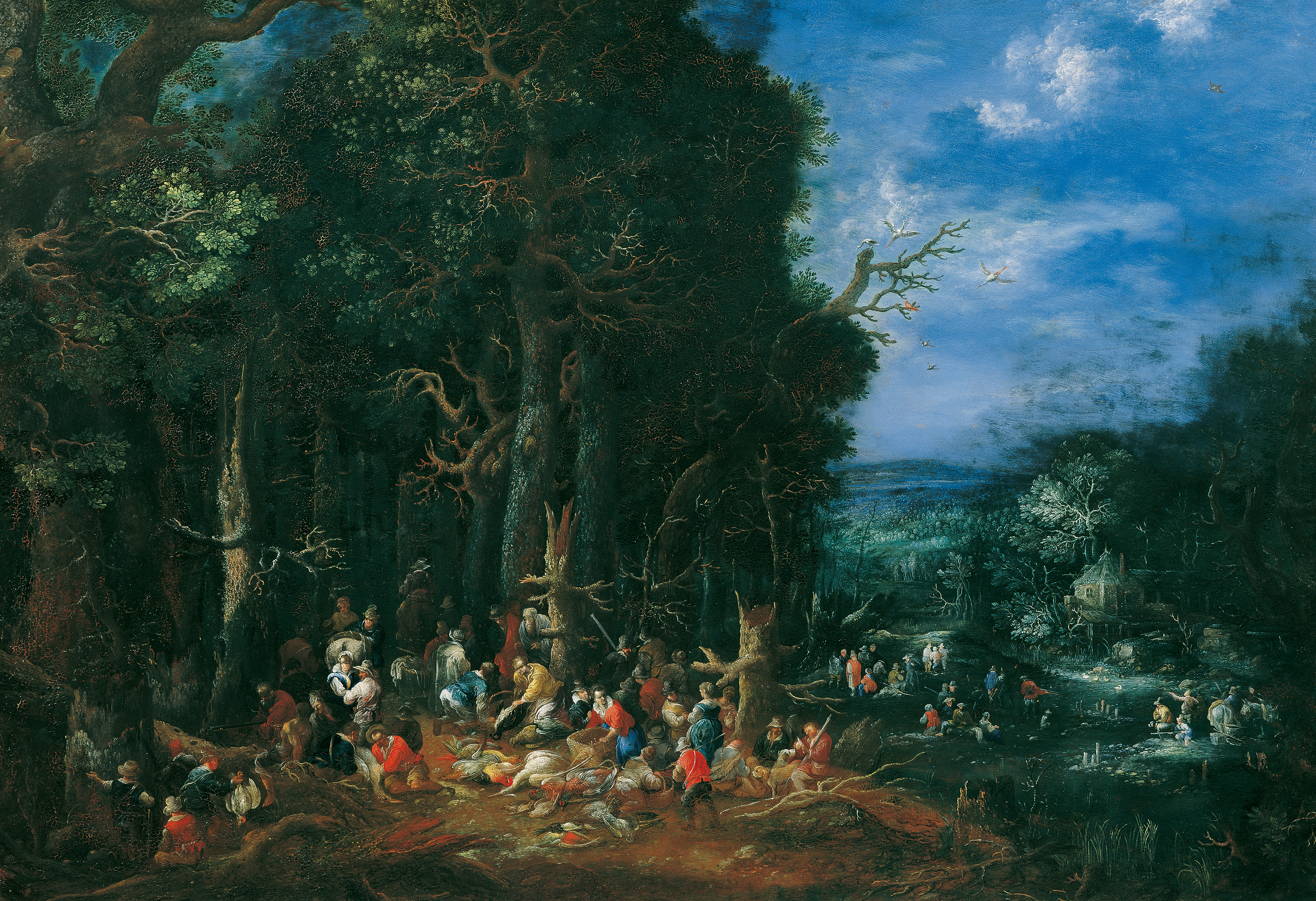
Johann Jakob Hartmann (1694-1738).
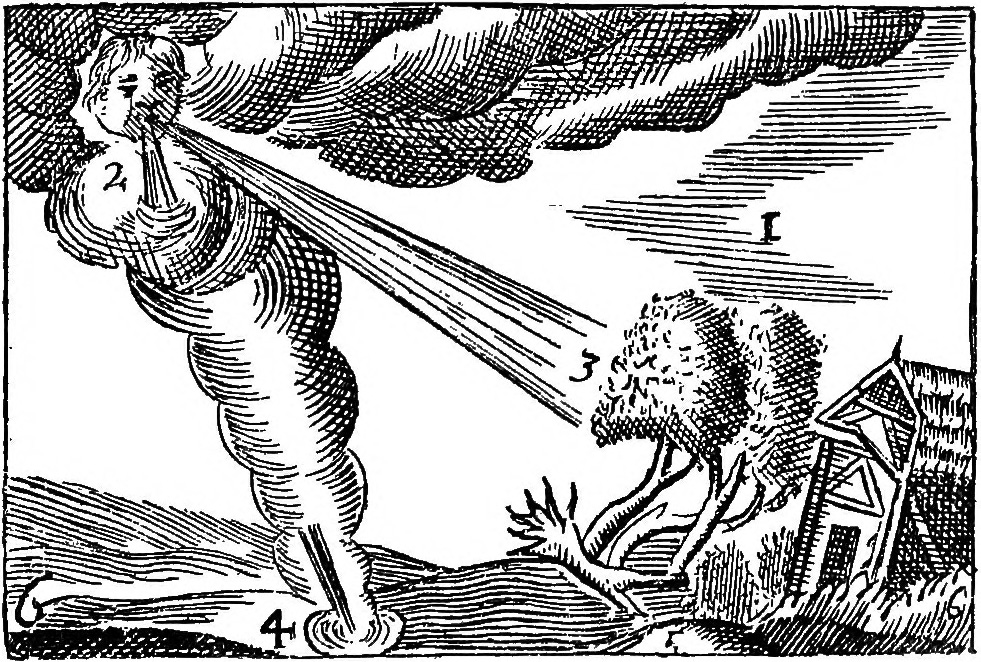
Aire, gravat de Paul Kreutzberger en el Orbis pictus de Comenius (1658).
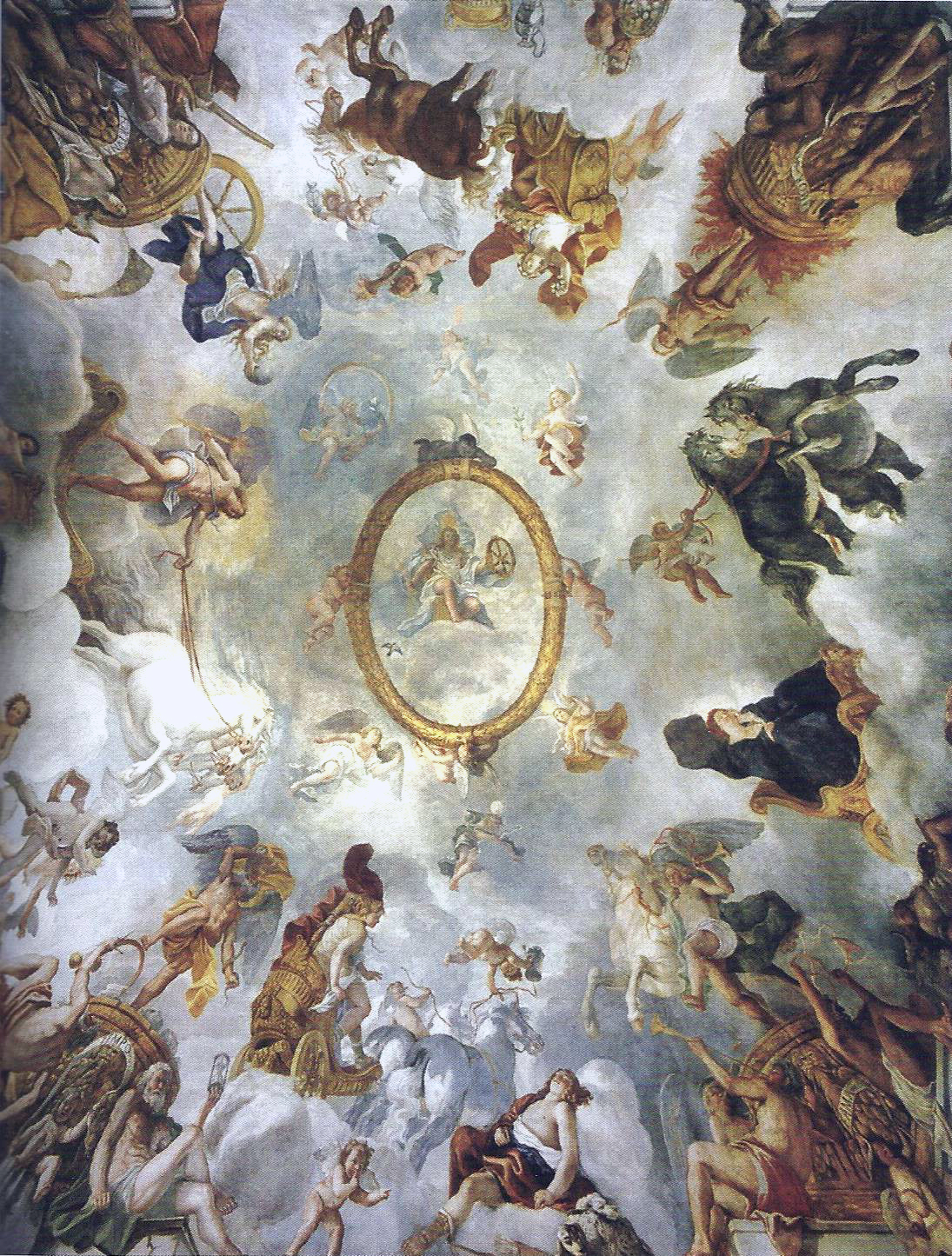
Mattia Pretti (fresc al Palazzo Doria Pamphilj, 1661).
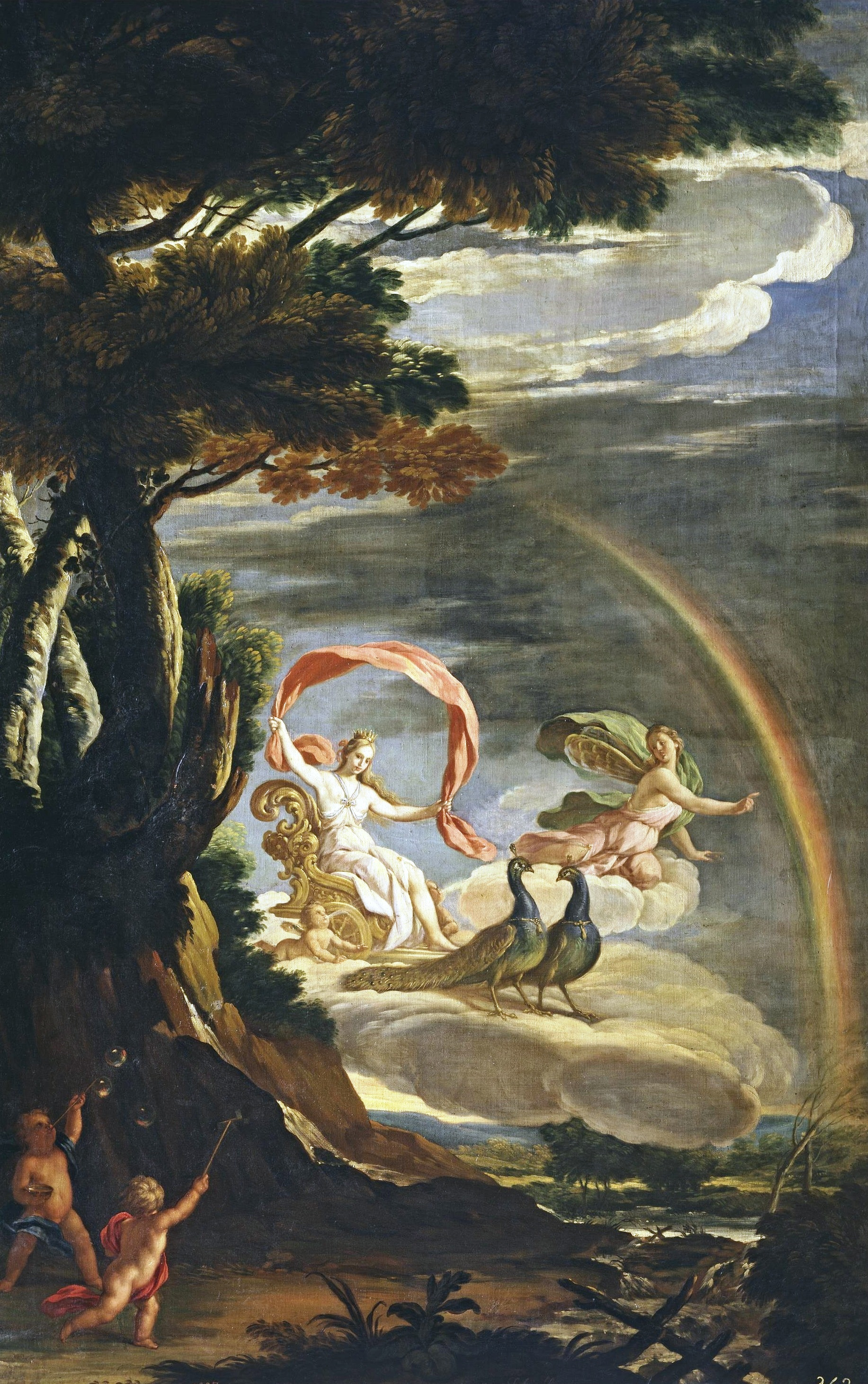
Antonio Palomino (ca. 1700).
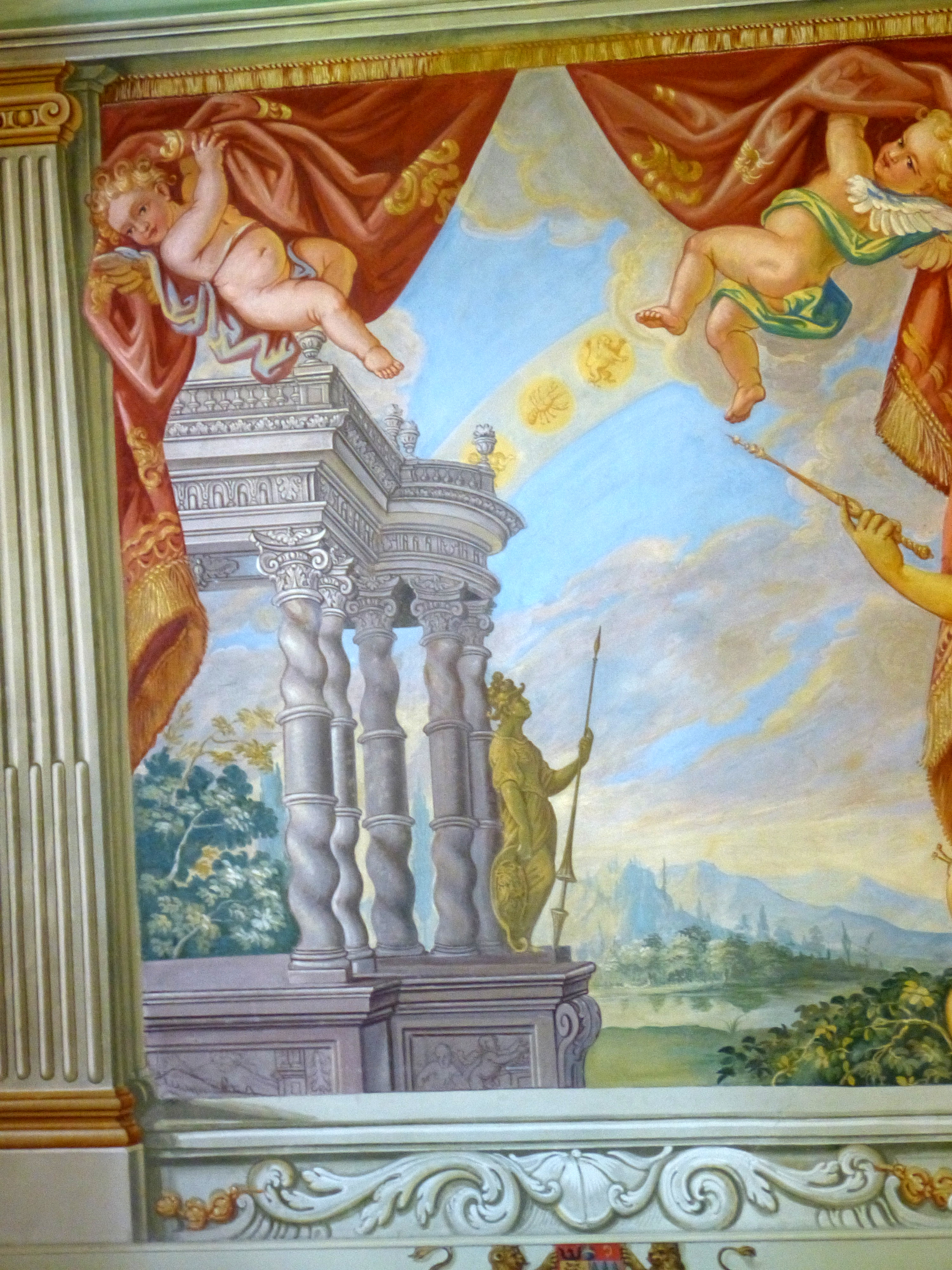
Johann Eustach Kendlbacher (fresc de l'abadia Herrenchiemsee, 1715).
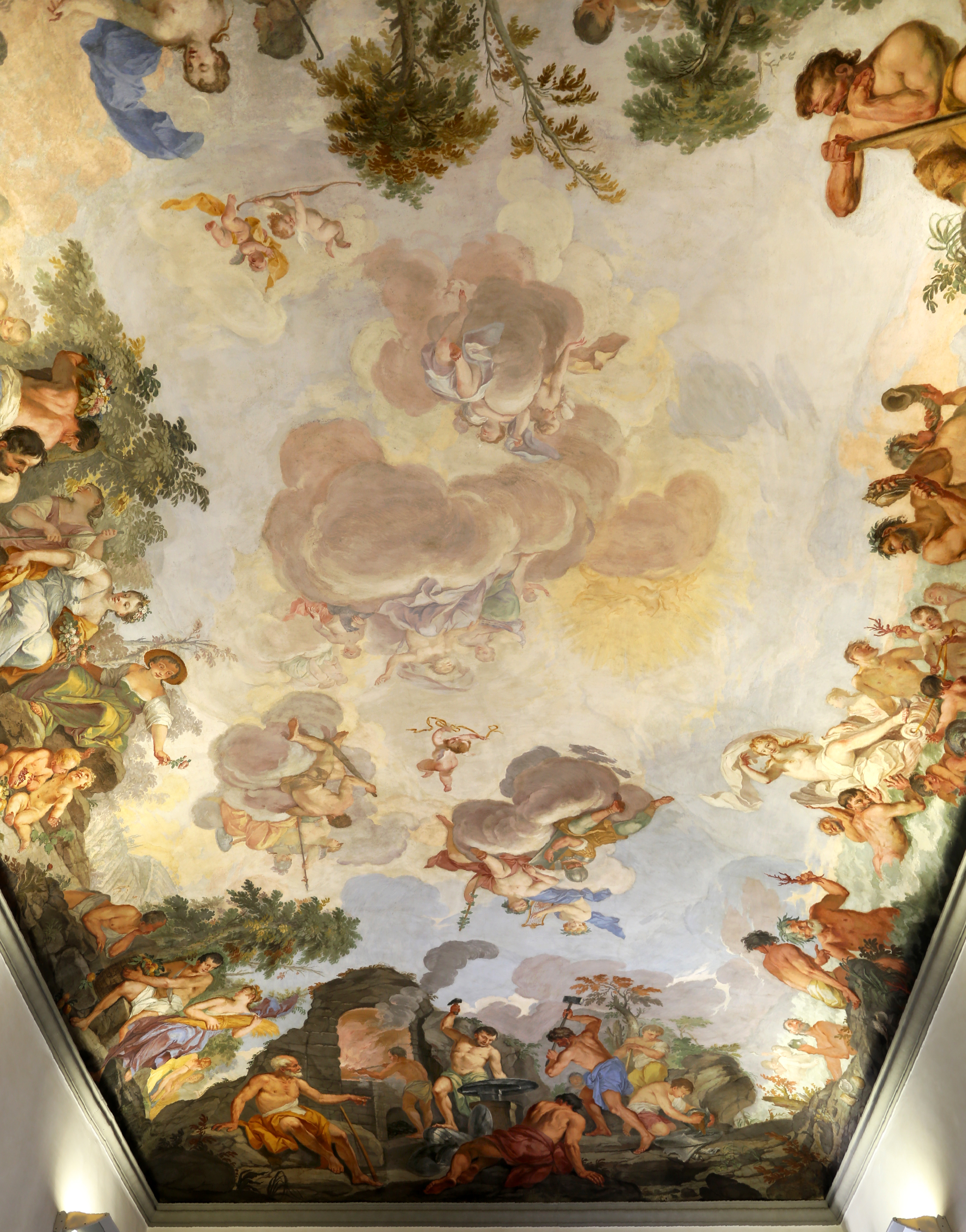
Al·legoria dels elements, fresc al Palazzo Peruzzi-Bourbon del Monte, de Mauro Soderini (sense datar, primera meitat del segle XVIII.